# Mary King
Mary Elizabeth King (Newark-on-Trent, 8 giugno 1968) è una cavallerizza britannica, vincitrice della medaglia d'argento alle Olimpiadi di Atene 2004 nel concorso completo a squadre e di bronzo a Pechino 2008 sempre nel completo a squadre.

## Biografia
Oltre alle medaglie olimpiche è andata sei volte a medaglia, due nell'individuiale, ai Campionati europei di concorso completo.

## Partecipazioni olimpiche
1. Barcellona 1992
2. Atlanta 1996
3. Sydney 2000
4. Atene 2004
5. Pechino 2008
6. Londra 2012

## Palmarès
- Giochi olimpici

Atene 2004: argento nel completo a squadre.
Pechino 2008: bronzo nel completo a squadre.
- Mondiali

1994 - L'Aia: oro nel completo a squadre.
2006 - Aquisgrana: argento nel completo a squadre.
- Europei

1991 - Punchestown: oro nel completo a squadre.
1995 - Pratoni del Vivaro: oro nel completo a squadre e bronzo individuale.
1997 - Burghley: oro nel completo a squadre.
2007 - Pratoni del Vivaro: oro nel completo a squadre e argento individuale.